# Liste der Kulturdenkmale in Greußen
Die Liste der Kulturdenkmale in Greußen umfasst die als Ensembles, Straßenzüge und Einzeldenkmale erfassten Kulturdenkmale in der thüringischen Stadt und Landgemeinde Greußen und ihrer Ortsteile.
Die Angaben in der Liste ersetzen nicht die rechtsverbindliche Auskunft der zuständigen Denkmalschutzbehörde.

## Legende
- Bild: zeigt ein Bild des Kulturdenkmals und gegebenenfalls einen Link zu weiteren Fotos des Kulturdenkmals im Medienarchiv Wikimedia Commons
- Bezeichnung: Name, Bezeichnung oder die Art des Kulturdenkmals
- Lage: Wenn vorhanden Straßenname und Hausnummer des Kulturdenkmals; Grundsortierung der Liste erfolgt nach dieser Adresse. Der Link Karte führt zu verschiedenen Kartendarstellungen und nennt die Koordinaten des Kulturdenkmals.
 Kartenansicht, um Koordinaten zu setzen – in dieser Kartenansicht sind Kulturdenkmale ohne Koordinaten mit einem roten bzw. orangen Marker dargestellt und können in der Karte gesetzt werden. Kulturdenkmale ohne Bild sind mit einem blauen bzw. roten Marker gekennzeichnet, Kulturdenkmale mit Bild mit einem grünen bzw. orangen Marker.
- Datierung: gibt das Jahr der Fertigstellung beziehungsweise das Datum der Erstnennung oder den Zeitraum der Errichtung an
- Beschreibung: bauliche und geschichtliche Einzelheiten des Kulturdenkmals, vorzugsweise die Denkmaleigenschaften
- ID: Die ID identifiziert das Kulturdenkmal eindeutig. In Thüringen sind aktuell keine IDs veröffentlicht. In der ID-Spalte kann sich auch folgendes Icon  befinden, dies führt zu Angaben zu diesem Kulturdenkmal bei Wikidata.

## Kulturdenkmale nach Ortsteilen

### Bliederstedt
| Bild                                    | Bezeichnung                             | Lage                               | Datierung | Beschreibung                                                                     | ID           |
| --------------------------------------- | --------------------------------------- | ---------------------------------- | --------- | -------------------------------------------------------------------------------- | ------------ |
| weitere Bilder Fotos hochladen          | Evangelisch-lutherische Kirche St. Anna | Dorfstraße (Karte)                 |           | Kirche samt künstlerischer Ausstattung, Kirchhof, Einfriedung und Eingangspforte | 365.220.0012 |
| BW                                      | Brücke                                  | 500 m südöstlich des Ortes (Karte) |           | Brücke über die Strecke der Deutschen Bahn                                       | 365.220.0016 |
| Fotos hochladen                         | Brunnenanlage                           | Dorfstraße (Karte)                 |           | Brunnenanlage, Flurstück 1-53/3                                                  | 365.220.0013 |
| Direkt Bild zu diesem Denkmal hochladen | Wohnhaus                                | Dorfstraße 2                       |           | Wohnhaus, Flurstück 1-3                                                          | 365.220.0014 |
| BW                                      | Gehöft                                  | Dorfstraße 12 (Karte)              |           | Gehöft, Flurstück 1-14                                                           | 365.220.0015 |

### Feldengel
| Bild                                    | Bezeichnung                      | Lage                          | Datierung | Beschreibung                                                     | ID           |
| --------------------------------------- | -------------------------------- | ----------------------------- | --------- | ---------------------------------------------------------------- | ------------ |
| weitere Bilder Fotos hochladen          | Evangelische Kirche St. Matthäus | Zollstraße (Karte)            |           | Kirche samt künstlerischer Ausstattung, Friedhof und Einfriedung | 365.220.0056 |
| Direkt Bild zu diesem Denkmal hochladen | Waidsteine                       | Koordinaten fehlen! Hilf mit. |           | zwei Waidsteine                                                  | 365.220.0575 |

### Greußen
| Bild                                    | Bezeichnung                                                        | Lage                               | Datierung | Beschreibung | ID                        |
| --------------------------------------- | ------------------------------------------------------------------ | ---------------------------------- | --------- | --- | ------------------------- |
| BW                                      | Denkmalensemble „Historische Altstadt“                             | Altstadt 1–44 (Karte)              |           | | 365.220.1720–365.220.1762 |
| BW                                      | Denkmalensemble „Historische Altstadt“ – Teilobjekt: Am Waidhof    | Am Waidhof (Karte)                 |           | Grünfläche, öffentliche Fläche, Gebäude- und Freifläche, Seniorenwohnheim                                         | 365.220.1763–365.220.1766 |
| Fotos hochladen                         | Denkmalensemble „Historische Altstadt“ – Teilobjekt: Am Zwinger    | Am Zwinger 1–66 (Karte)            |           | Wohnbaufläche, Gartenland, Sport und Freizeit, Wohnhäuser                                                         | 365.220.1767–365.220.1840 |
| BW                                      | Denkmalensemble „Historische Altstadt“ – Teilobjekt: Bahnhofstraße | Bahnhofstraße 1–41 (Karte)         |           | | 365.220.1841–365.220.1893 |
| BW                                      | Denkmalensemble „Historische Altstadt“ – Teilobjekt: Brühl         | Brühl 2–4, 7, 8, 10–14 (Karte)     |           | Brühl, Straße und Wohnbaufläche                                                                                   | 365.220.1894–365.220.1905 |
| BW                                      | Denkmalensemble „Historische Altstadt“ – Teilobjekt: Herrenstraße  | Herrenstraße (Karte)               |           | Herrenstraße 1–18, 21–23                                                                                          | 365.220.1906–365.220.1926 |
| BW                                      | Denkmalensemble „Historische Altstadt“ – Teilobjekt: Kirchplatz    | Kirchplatz 2–9 (Karte)             |           | Straßenzug | 365.220.1927–365.220.1934 |
| BW                                      | Denkmalensemble „Historische Altstadt“ – Teilobjekt: Leitergasse   | Leitergasse 1–13 (Karte)           |           | Straßenzug | 365.220.1935–365.220.1950 |
| Fotos hochladen                         | Denkmalensemble „Historische Altstadt“ – Teilobjekt: Markt         | Markt 2–48 (Karte)                 |           | Gesamtensemble samt Rathausgasse und Am Zwinger 65b                                                               | 365.220.1951–365.220.1996 |
| BW                                      | Denkmalensemble „Historische Altstadt“ – Teilobjekt: Mühlgasse     | Mühlgasse 1–9 (Karte)              |           | | 365.220.1997–365.220.2013 |
| BW                                      | Denkmalensemble „Historische Altstadt“ – Teilobjekt: Neustadt      | Neustadt 2–82 (Karte)              |           | Straßenzug mit Wohnbaufläche, Grünanlage, Weg, Industrie und Gewerbe                                              | 365.220.2014–365.220.2085 |
| BW                                      | Denkmalensemble „Historische Altstadt“ – Teilobjekt: Töpfermarkt   | Töpfermarkt 1–30 (Karte)           |           | Straßenzug mit Wohnhäusern und Weg Töpfermarkt/Töpfergasse                                                        | 365.220.2103–365.220.2133 |
| weitere Bilder Fotos hochladen          | Stadtmauer                                                         | Koordinaten fehlen! Hilf mit.      |           | Verlauf der mittelalterlichen Stadtmauer einschließlich der Bastionen, Schalentürmchen und Grabenfassung im Süden | 365.220.1718              |
| Direkt Bild zu diesem Denkmal hochladen | Helbesystem                                                        | Koordinaten fehlen! Hilf mit.      |           | Helbesystem: Sächsische, Schwarzburger Helbe und Kupferhelbe                                                      | 365.220.1717              |
| Direkt Bild zu diesem Denkmal hochladen | Erlteichbrüche                                                     | Töpfermarkt                        |           | auch Bestandteil des Denkmalensembles „Töpfermarkt“, Flurstück 2 – 457                                            | 365.220.1715              |
| weitere Bilder Fotos hochladen          | Rathaus                                                            | Am Markt 1 (Karte)                 |           | | 365.220.1706              |
| BW                                      | Wirtschaftsgebäude                                                 | Am Markt 14 (Karte)                |           | auch Bestandteil des Denkmalensembles „Am Markt“                                                                  | 365.220.1707              |
| BW                                      | Marktapotheke                                                      | Am Markt 22 (Karte)                |           | ehemalige Löwenapotheke, auch Bestandteil des Denkmalensembles „Am Markt“                                         | 365.220.1708              |
| Fotos hochladen                         | Zum goldenen Löwen                                                 | Am Markt 36 (Karte)                |           | auch Bestandteil des Denkmalensembles „Am Markt“                                                                  | 365.220.1709              |
| weitere Bilder Fotos hochladen          | Evangelische Kirche St. Martin                                     | Kirchplatz 1 (Karte)               |           | Kirche St. Martin samt künstlerischer Ausstattung, auch Bestandteil des Denkmalensembles „Kirchplatz“             | 365.220.1702              |
| Fotos hochladen                         | Schulgebäude                                                       | Herrenstraße 4 (Karte)             |           | auch Bestandteil des Denkmalensembles „Herrenstraße“, Flurstück 1-436/9                                           | 365.220.1652              |
| BW                                      | Pfarrhaus                                                          | Herrenstraße 6 (Karte)             |           | auch Bestandteil des Denkmalensembles „Herrenstraße“, Flurstück 1-654/28                                          | 365.220.1703              |
| BW                                      | Wohnhaus                                                           | Herrenstraße 7 (Karte)             |           | Wohnhaus, auch Bestandteil des Denkmalensembles „Herrenstraße“                                                    | 365.220.1704              |
| BW                                      | Speichergebäude                                                    | Herrenstraße 20 / Markt 10 (Karte) |           | auch Bestandteil der Denkmalensemble „Herrenstraße“ und „Markt“, Flurstücke 1-923/289                             | 365.220.1705              |
| BW                                      | Wohnhaus mit Inschriftstein                                        | Neustadt 51 (Karte)                |           | auch Bestandteil der Denkmalensemble „Neustadt“                                                                   | 365.220.1710              |
| BW                                      | Schieferhof                                                        | Ritterstraße 15 (Karte)            |           | | 365.220.1711              |
| BW                                      | Wohnhaus                                                           | Steinweg 17 (Karte)                |           | Wohnhaus auch Bestandteil der Denkmalensemble „Steinweg“, Flurstück 1-156                                         | 365.220.1714              |
| weitere Bilder Fotos hochladen          | Diakonissenheim                                                    | Töpfermarkt 19 (Karte)             |           | Wohnhaus auch Bestandteil der Denkmalensemble „Töpfermarkt“                                                       | 365.220.1712              |
| BW                                      | Wohn- und Geschäftshaus                                            | Töpfermarkt 31 (Karte)             |           | auch Bestandteil der Denkmalensemble „Töpfermarkt“                                                                | 365.220.1713              |
| BW                                      | Mühlengehöft                                                       | Niedertopfstedter Straße 1 (Karte) |           | Steinfahrtsmühle, Ziegenhof                                                                                       | 365.220.1027              |
| Fotos hochladen                         | Stellwerksgebäude                                                  | Bahnlinie                          |           | Bahnlinie, Stellwerksgebäude „Gs“, Flurstücke 3-1146,2320/1145                                                    | 365.220.2483              |

### Großenehrich
| Bild                           | Bezeichnung                    | Lage                             | Datierung | Beschreibung                                                                                | ID           |
| ------------------------------ | ------------------------------ | -------------------------------- | --------- | ------------------------------------------------------------------------------------------- | ------------ |
| weitere Bilder Fotos hochladen | Evangelisch-lutherische Kirche | Ernst-Thälmann-Straße (Karte)    |           | Kirche samt künstlerischer Ausstattung, Kirchhof und Einfriedung                            | 365.220.0232 |
| BW                             | Stadtmauer                     | (Karte)                          |           | Niederstraße, Niedertor, Schulstraße, Futterstraße, Eingang Mühltal, Thüringenhäuser Straße | 365.220.0233 |
| BW                             | Pfarrhaus                      | Ernst-Thälmann-Straße 10 (Karte) |           | Pfarrhaus                                                                                   | 365.220.0235 |
| BW                             | Wehrturm                       | Ernst-Thälmann-Straße 11 (Karte) |           | Wehrturm, Flurstück 1-121/5                                                                 | 365.220.0236 |
| BW                             | Gehöft                         | Ernst-Thälmann-Straße 13 (Karte) |           | Wohnhaus und Gehöft                                                                         | 365.220.0237 |
| BW                             | Wohnhaus                       | Kapellstraße 13 (Karte)          |           | Wohnhaus, Flurstück 1-15                                                                    | 365.220.0238 |
| BW                             | Torbogen                       | Kapellstraße 17 (Karte)          |           | Torbogen, Flurstück 1-96                                                                    | 365.220.0239 |
| weitere Bilder Fotos hochladen | Rathaus                        | Kapellstraße 18 (Karte)          |           | Rathaus                                                                                     | 365.220.0240 |
| BW                             | Wohnhaus                       | Kapellstraße 37 (Karte)          |           | Wohnhaus                                                                                    | 365.220.0244 |
| BW                             | Wohnhaus                       | Kirchstraße 6 (Karte)            |           | Wohnhaus                                                                                    | 365.220.0245 |
| BW                             | Wohnhaus                       | Kirchstraße 7 (Karte)            |           | Wohnhaus                                                                                    | 365.220.0246 |
| BW                             | Wohnhaus                       | Markt 6 (Karte)                  |           | Wohnhaus                                                                                    | 365.220.0241 |
| BW                             | Wohnhaus mit Taubenturm        | Markt 11 (Karte)                 |           | Wohnhaus mit Taubenturm                                                                     | 365.220.0242 |
| BW                             | Torbogen                       | Markt 16 (Karte)                 |           | Torbogen, Flurstück 1-163/2                                                                 | 365.220.0243 |
| BW                             | Wohnhaus                       | Mühltal 6 (Karte)                |           | Wohnhaus, 1 km nordöstl. des Ortszentrums                                                   | 365.220.0234 |

### Grüningen
| Bild                                    | Bezeichnung                   | Lage                  | Datierung | Beschreibung                                                                         | ID           |
| --------------------------------------- | ----------------------------- | --------------------- | --------- | ------------------------------------------------------------------------------------ | ------------ |
| weitere Bilder Fotos hochladen          | Evangelische Kirche St. Petri | Kirchberg (Karte)     |           | Kirche samt künstlerischer Ausstattung, Kirchhof, Torhaus, Einfriedung und Grabstein | 365.220.0257 |
| weitere Bilder Fotos hochladen          | Schloss                       | Schlossallee (Karte)  |           | Schloss, Nebengebäude, Parkanlage und Einfriedung                                    | 365.220.0258 |
| BW                                      | Wohnhaus                      | Schulstraße 1 (Karte) |           | Wohnhaus                                                                             | 365.220.0259 |
| Direkt Bild zu diesem Denkmal hochladen | Wohnhaus                      | Schulstraße 23        |           | Wohnhaus, Flurstück 6-152/2                                                          | 365.220.0260 |

### Holzengel
| Bild                                    | Bezeichnung                        | Lage                           | Datierung | Beschreibung                                                      | ID           |
| --------------------------------------- | ---------------------------------- | ------------------------------ | --------- | ----------------------------------------------------------------- | ------------ |
| weitere Bilder Fotos hochladen          | Evangelische Kirche St. Trinitatis | Holzengler Kirchstraße (Karte) |           | Kirche samt künstlerischer Ausstattung, Kirchhof, und Einfriedung | 365.220.0297 |
| Direkt Bild zu diesem Denkmal hochladen | Hofanlage                          | Holzengler Hauptstraße 13      |           | Hofanlage und Pforte, Flurstück 1-188/130                         | 365.220.0298 |
| Direkt Bild zu diesem Denkmal hochladen | Waidstein                          | Koordinaten fehlen! Hilf mit.  |           | Waidstein                                                         | 365.220.0576 |

### Kirchengel
| Bild                                    | Bezeichnung         | Lage                            | Datierung | Beschreibung                                                     | ID           |
| --------------------------------------- | ------------------- | ------------------------------- | --------- | ---------------------------------------------------------------- | ------------ |
| weitere Bilder Fotos hochladen          | Evangelische Kirche | Kirchengler Hauptstraße (Karte) |           | Kirche samt künstlerischer Ausstattung, Kirchhof und Einfriedung | 365.220.0407 |
| Direkt Bild zu diesem Denkmal hochladen | Mühlstein           | Koordinaten fehlen! Hilf mit.   |           | Mühlstein                                                        | 365.220.0408 |

### Niederspier
| Bild                                    | Bezeichnung                            | Lage                          | Datierung | Beschreibung                                                              | ID           |
| --------------------------------------- | -------------------------------------- | ----------------------------- | --------- | ------------------------------------------------------------------------- | ------------ |
| weitere Bilder Fotos hochladen          | Evangelische Kirche St. Peter und Paul | Stiegengasse (Karte)          |           | Kirche samt künstlerischer Ausstattung, Kirchhof und Einfriedung          | 365.220.0429 |
| Direkt Bild zu diesem Denkmal hochladen | Toreinfahrt                            | Otterstedter Straße 5         |           | Toreinfahrt und Hofpforte, Flurstück 1 – 270/35                           | 365.220.0431 |
| Direkt Bild zu diesem Denkmal hochladen | Wohnhaus                               | Otterstedter Straße 10        |           | Wohnhaus, Flurstück 1-31/2                                                | 365.220.0432 |
| Direkt Bild zu diesem Denkmal hochladen | Wohnhaus                               | Otterstedter Straße 18        |           | Wohnhaus, Flurstück 1-25                                                  | 365.220.0433 |
| Direkt Bild zu diesem Denkmal hochladen | Wohnhaus                               | Hohenebraer Straße 10         |           | Wohnhaus, Flurstück 1-221/7                                               | 365.220.0435 |
| BW                                      | ehemaliges Schulgebäude                | Hohenebraer Straße 11 (Karte) |           | Schule                                                                    | 365.220.0434 |
| BW                                      | Wohnstallhaus                          | Hohenebraer Straße 20 (Karte) |           | Wohnstallhaus                                                             | 365.220.0436 |
| Direkt Bild zu diesem Denkmal hochladen | Hofeinfahrt                            | Hohenebraer Straße            |           | Hofpforte und Reste der Torfahrt, ehemalige Gartenstraße, Flurstück 1-7/2 | 365.220.0430 |

### Otterstedt
| Bild                                    | Bezeichnung                    | Lage                          | Datierung | Beschreibung                                                     | ID           |
| --------------------------------------- | ------------------------------ | ----------------------------- | --------- | ---------------------------------------------------------------- | ------------ |
| weitere Bilder Fotos hochladen          | Evangelische Kirche St. Fabian | Kirchgasse (Karte)            |           | Kirche samt künstlerischer Ausstattung, Kirchhof und Einfriedung | 365.220.0456 |
| Direkt Bild zu diesem Denkmal hochladen | Zwei Waidsteine                | Koordinaten fehlen! Hilf mit. |           | Waidsteine                                                       | 365.220.0461 |
| Fotos hochladen                         | Wohnhaus                       | Alte Hauptstraße 12 (Karte)   |           | Wohnhaus mit Torfahrt und Hofpforte                              | 365.220.0459 |
| Fotos hochladen                         | Torbogen und Hofpforte         | Alte Hauptstraße 23           |           | Torbogen und Hofpforte, Flurstück 2-128/58                       | 365.220.0457 |
| Direkt Bild zu diesem Denkmal hochladen | Gehöft                         | Alte Hauptstraße 27           |           | Gehöft mit Toranlage, Flurstück 1-25                             | 365.220.0458 |
| Direkt Bild zu diesem Denkmal hochladen | Mühlengehöft                   | Koordinaten fehlen! Hilf mit. |           | ehemalige Winkelmühle, Flurstück 2-523/10                        | 365.220.0460 |

### Rohnstedt
| Bild                                    | Bezeichnung                       | Lage                 | Datierung | Beschreibung                                                     | ID           |
| --------------------------------------- | --------------------------------- | -------------------- | --------- | ---------------------------------------------------------------- | ------------ |
| weitere Bilder Fotos hochladen          | Evangelische Kirche St. Gotthardt | Am Grollbach (Karte) |           | Kirche samt künstlerischer Ausstattung, Kirchhof und Einfriedung | 365.220.0472 |
| Direkt Bild zu diesem Denkmal hochladen | Waidsteine                        | Am Grollbach         |           | Waidsteine, Flurstück 2 – 105                                    | 365.220.0473 |

### Wenigenehrich
| Bild                           | Bezeichnung             | Lage                                | Datierung | Beschreibung                                                                                      | ID           |
| ------------------------------ | ----------------------- | ----------------------------------- | --------- | ------------------------------------------------------------------------------------------------- | ------------ |
| weitere Bilder Fotos hochladen | Evangelische Dorfkirche | Wenigenehricher Hauptstraße (Karte) |           | Kirche samt künstlerischer Ausstattung, Kirchhof, Ummauerung und Friedhofskapelle mit Ausstattung | 365.220.0539 |

### Westerengel
| Bild                                    | Bezeichnung                      | Lage                             | Datierung | Beschreibung                                                     | ID           |
| --------------------------------------- | -------------------------------- | -------------------------------- | --------- | ---------------------------------------------------------------- | ------------ |
| weitere Bilder Fotos hochladen          | Evangelische Kirche St. Benedikt | Westerengler Hauptstraße (Karte) |           | Kirche samt künstlerischer Ausstattung, Kirchhof und Einfriedung | 365.220.0541 |
| BW                                      | Inschriftenstein                 | Bergstraße 3 (Karte)             |           | Inschriftenstein am Gehöft                                       | 365.220.0542 |
| BW                                      | Pforte                           | Bergstraße 4 (Karte)             |           | Pforte am Pfarrhaus                                              | 365.220.0543 |
| BW                                      | Inschriftenstein                 | Schulgasse 4 (Karte)             |           | Inschriftenstein                                                 | 365.220.0544 |
| Direkt Bild zu diesem Denkmal hochladen | Waidstein                        | Koordinaten fehlen! Hilf mit.    |           | Waidstein                                                        | 365.220.0545 |

### Wolferschwenda
| Bild                                    | Bezeichnung                     | Lage                     | Datierung | Beschreibung                                                                             | ID           |
| --------------------------------------- | ------------------------------- | ------------------------ | --------- | ---------------------------------------------------------------------------------------- | ------------ |
| weitere Bilder Fotos hochladen          | Evangelische Kirche St. Nicolai | Dorfstraße (Karte)       |           | Kirche samt künstlerischer Ausstattung, Kirchhof, Glockenhaus, Einfriedung und Grabstein | 365.220.0559 |
| Direkt Bild zu diesem Denkmal hochladen | Backhaus                        | Hintere Straße           |           | Backhaus, Flurstück 1-30                                                                 | 365.220.0560 |
| BW                                      | Wohnhaus                        | Dorfstraße 14 (Karte)    |           | Wohnhaus                                                                                 | 365.220.0562 |
| BW                                      | ehem. Gasthaus „Zur Linde“      | Hauptstraße 17 (Karte)   |           | ehem. Gasthaus „Zur Linde“                                                               | 365.220.0563 |
| BW                                      | Wohnhaus                        | Hintere Straße 1 (Karte) |           | Wohnhaus                                                                                 | 365.220.0564 |
| BW                                      | Wohnhaus                        | Hintere Straße 2 (Karte) |           | Wohnhaus                                                                                 | 365.220.0565 |
| BW                                      | Hofanlage                       | Hintere Straße 4 (Karte) |           | Gehöft                                                                                   | 365.220.0566 |
| Direkt Bild zu diesem Denkmal hochladen | Waidstein                       | Hauptstraße              |           | Waidstein, Flurstück 1-80/3                                                              | 365.220.0567 |

## Ehemalige Kulturdenkmale

### Greußen
| Bild | Bezeichnung | Lage               | Datierung | Beschreibung                                                                                     | ID           |
| ---- | ----------- | ------------------ | --------- | ------------------------------------------------------------------------------------------------ | ------------ |
| BW   | Wohnhaus    | Altstadt 4 (Karte) |           | ehemals Bestandteil der Denkmalensemble „Altstadt“, als Denkmal 2012 gelöscht, Flurstück 2-353/1 | 365.220.1716 |

### Niederspier
| Bild                                    | Bezeichnung | Lage                   | Datierung | Beschreibung                                  | ID |
| --------------------------------------- | ----------- | ---------------------- | --------- | --------------------------------------------- | -- |
| Direkt Bild zu diesem Denkmal hochladen | Wohnhaus    | Otterstedter Straße 19 |           | als Denkmal 2002 gelöscht, Flurstück 1 – 43/2 |    |

### Wolferschwenda
| Bild | Bezeichnung | Lage                 | Datierung | Beschreibung                           | ID           |
| ---- | ----------- | -------------------- | --------- | -------------------------------------- | ------------ |
| BW   | Wohnhaus    | Dorfstraße 5 (Karte) |           | Nach Abbruch 2017 als Denkmal gelöscht | 365.220.0561 |